# 야마자키 봄의 빵 축제

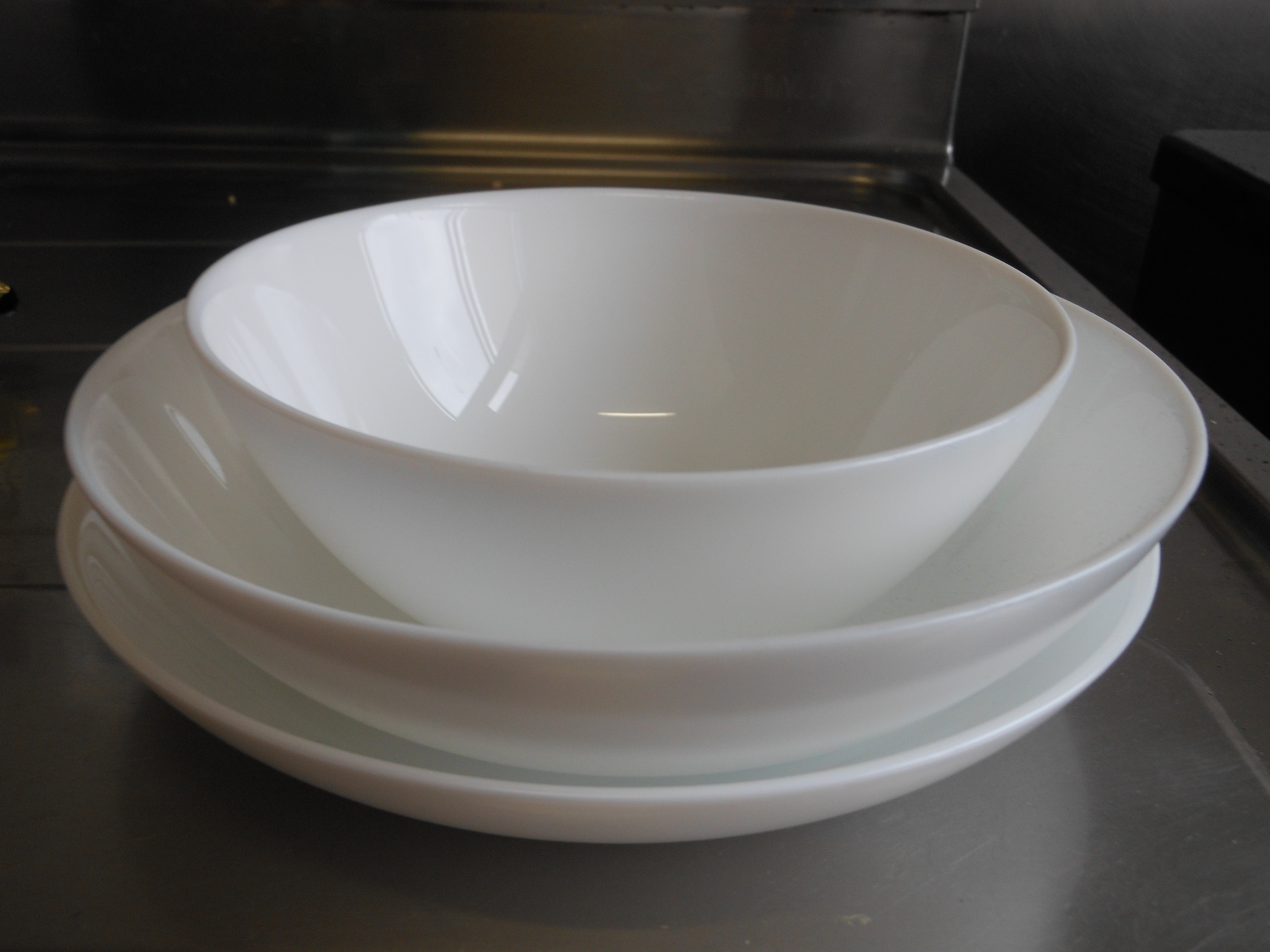
야마자키 봄의 빵 축제 경품인 하얀 접시

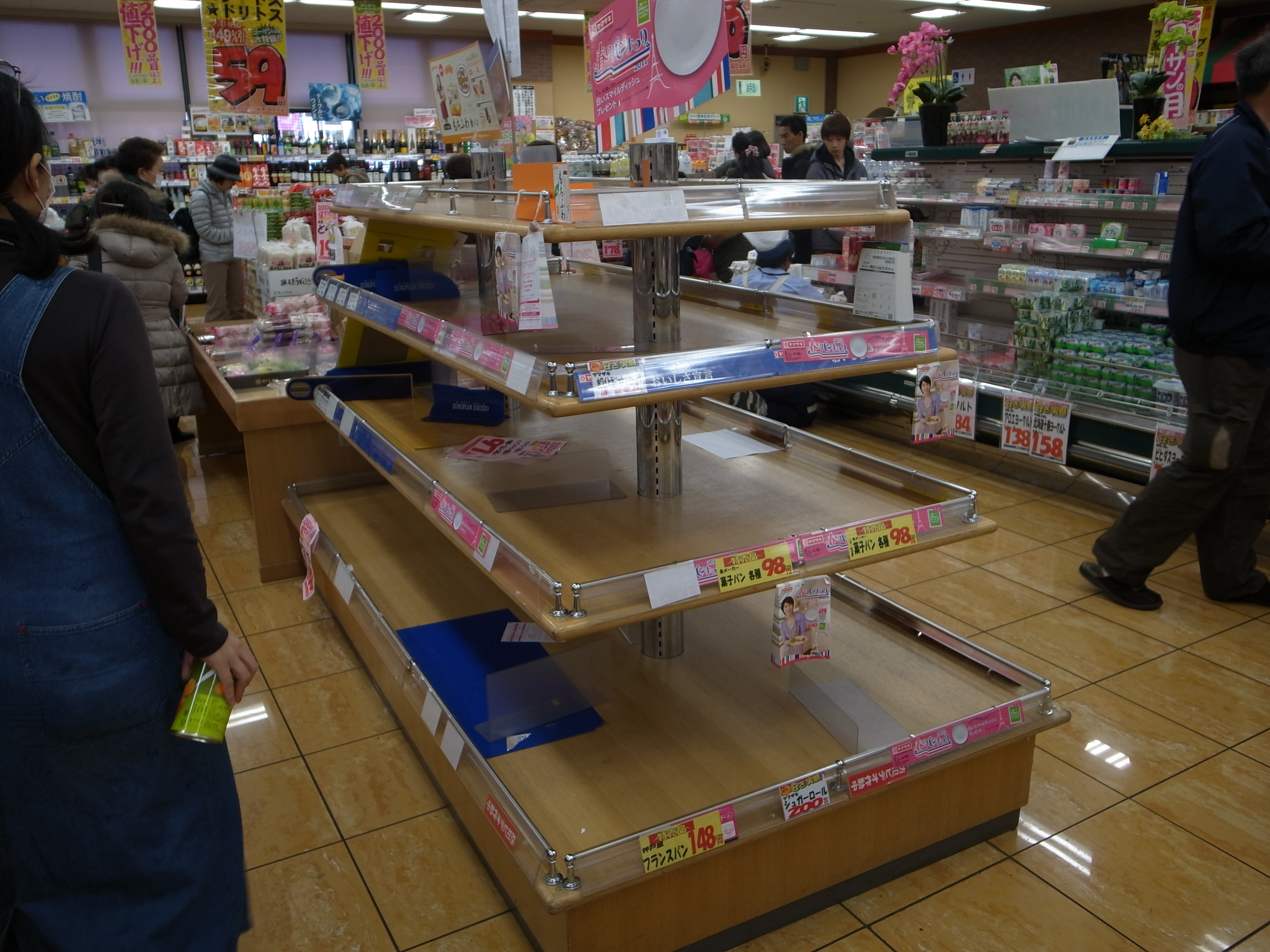
2011

야마자키 봄의 빵 축제(ヤマザキ春のパンまつり 야마자키 하루노 판 마쓰리[*])는 일본의 제빵업체 야마자키 제빵이 매년 봄에 개최하는 홍보 캠페인이다. 1981년에 시작하여 이후 프랑스의 아크 인터내셔널이 만든 하얀 접시를 경품으로 구매자에게 선물하고 있다. 2014년까지 4억 4300만 개의 접시가 배포되었다.

## 개요
예년 2월부터 3월에 개최되어 야마자키가 지정한 대상 제품에 부착된 점수 씰을 규정 점수만 모으면 모은 사람 전원에게 경품인 하얀 접시(白いお皿)가 지급된다는 이벤트이다. 홋카이도는 계절감을 고려하여 다른 도도부현보다 1개월 정도 개최 시기를 늦춘다. 야마자키의 상품을 취급하는 점포에 씰을 가져 가면 그 자리에서 접시와 교환할 수 있다. 규정 점수는 연도에 따라 차이가 있다. 2011년은 24점, 2015은 25점이었다. 2014년까지 배포된 접시의 수는 4억 4300만장에 달하며, 2014년에만 1440만장이 배포되었다.

## 역사
1981년, 봄의 식빵 축제(春の食パンまつり)로 시작했다. 당시에는 듀란 사의 하얀 접시를 선물했다. 야마자키에게 봄의 빵은 매출이 성장하는 시기이며, 매출이 성장하는 시기에 맞춰 빵 축제를 개최하기 시작하였고, 제1회에 반응이 좋아 매년 열리는 캠페인이 되었다. 그러나 지금에 와서는 빵 축제의 효과로 봄에 매출이 성장하는지, 봄이므로 매출이 성장했는지는 불분명하다. 또한 닛케이 산교 신문의 1983년 2월 17일자 기사에서 "빵의 수요 침체, 특히 작년 가을부터 식빵의 부진이 두드러지고 있다."라는 설명이 있다. 1985년 6월 7일 니혼케이자이 신문도 "수요 전체의 60% 가까이를 차지하는 식빵 판매는 작년 6월 이후 전년 동월 실적을 밑돌았고, 올해 들어서는 10% 가까이 줄었다."라고 하였다.
1983년에는 야마자키 제빵 창업 35주년을 기념해 사은 빵 축제(謝恩パンまつり)로 개최하였고, 수프 접시를 배포했다. 같은 해, 가을에도 홍보 이벤트를 시작했지만 가을 이벤트는 추첨을 통해 경품을 하는 것으로 규모는 봄에 비해 작았다. 1985년에는 식빵 판매가 부진했기 때문에 고급 디너 접시를 경품으로 시카시마 제빵도 '마이하트 T 셔츠 프레젠트'를 5월부터 실시하였다. 1999년 4월 3일 닛케이 류쓰 신문 기사에서는 야마자키 봄의 빵 축제를 '항례'라고 표현하고 있으며, 이 시점부터는 일반적으로 정착한 것을 알 수 있다. 이 해에는 추첨을 통해 도쿄 디즈니 랜드의 페어 티켓을 주는 캠페인도 실시했다.
2011년에는 동일본 대지진으로 일시 중단되어 '하얀 접시 프레젠트 캠페인'으로 행해졌다.  2013년 2월 1일에는 야마자키의 공식 레시피 책 '매일 빵 축제'가 슈후노토모샤에서 간행되고 부록으로 야마자키 봄의 빵 축제에 사용할 3점 점수 스티커가 붙은 종이가 봉입되었다.

## 하얀 접시
야마자키 봄의 빵 축제 경품인 하얀 접시는 1981년 시작 당시부터 계속하고 있다. 청결감이 있고 식빵을 먹을 장소에서 사용하기 쉽다는 것이 이유이다. 접시의 디자인은 매년 접시 제작을 다루는 아크 인터내셔널과 야마자키가 협의하여 결정하고 있다.
접시는 도자기가 아닌 강화 유리로 되어 있어 가벼운 충격에 깨지지 않으며 전자 레인지에서도 사용할 수 있다.

## 참고 문헌
- 가토 나오미(加藤直美) 《편의점 음식과 뇌과학 - '맛있다'라고 느끼는 비밀》 쇼덴샤 신서 170, 쇼덴샤, 2009년 9월 5일, 235p. ISBN 978-4-396-11170-0
- 후쿠미쓰 메구미(福光恵) 《당신 안에도 한개 있어? 왜 봄에 빵 축제가》 AERA, 2013년 4월 15일호 (26권 17호): 47페이지